# Stenträsket (Arvidsjaurs socken, Lappland, 728576-165299)
Stenträsket är en sjö i Arvidsjaurs kommun i Lappland och ingår i Byskeälvens huvudavrinningsområde. Sjön har en area på 1,39 kvadratkilometer och ligger 363,1 meter över havet. Stenträsket ligger i Byskeälven Natura 2000-område. Sjön avvattnas av vattendraget Långträskälven.

## Delavrinningsområde
Stenträsket ingår i det delavrinningsområde (728565-165110) som SMHI kallar för Utloppet av Stenträsket. Medelhöjden är 377 meter över havet och ytan är 6,41 kvadratkilometer. Räknas de 18 avrinningsområdena uppströms in blir den ackumulerade arean 368,3 kvadratkilometer. Långträskälven som avvattnar avrinningsområdet har biflödesordning 2, vilket innebär att vattnet flödar genom totalt 2 vattendrag innan det når havet efter 152 kilometer. Avrinningsområdet består mestadels av skog (68 procent). Avrinningsområdet har 1,39 kvadratkilometer vattenytor vilket ger det en sjöprocent på 21,7 procent.